# Serrata stylaster
Serrata stylaster là một loài ốc biển, là động vật thân mềm chân bụng sống ở biển trong họ Marginellidae, họ ốc mép.

## Miêu tả
The shell grows to a lengt of 4.7 mm

## Phân bố
Chúng phân bố ở Thái Bình Dương Ocean dọc theo Nouvelle-Calédonie